# رضا حمياني
رضا حمياني (مواليد 4 مايو 1944 في عين تادلس – 27 مارس 2021 باريس)، هو رجل أعمال ووزير سابق مسؤول عن الشركات الصغيرة والمتوسطة.

## سيرة شخصية
بعد دراسة الاقتصاد ، بدأ في التدريس الجامعي قبل أن يتعامل مع شقيقه في مجال المنسوجات التي أنشأها والدهم. في عام 1969، ابتكر ماركة قميص Redman.
عُين في أكتوبر 1992 وزيرًا منتدبًا لدى وزير الاقتصاد مكلف بالمؤسسات الصغيرة والمتوسطة في حكومة عبد السلام، ثم وزيرًا منتدبًا للمؤسسات الصغيرة والمتوسطة في عام 1993 في حكومة رضا مالك قبل أن يكون لديه حقيبة وزارية كاملة وزيرًا للمؤسسات الصغيرة والمتوسطة من 1994 إلى 1995 في ظل حكومتي المقداد السيفي الأولى والثانية .
في سنوات 2000 طور مجموعة عائلية في استيراد وتمثيل العلامات التجارية الصيدلانية والمواد الغذائية والسيارات.
من 2006 إلى 2014 ، ترأس منتدى رؤساء المؤسسات ، النقابة الرئيسية لأرباب العمل الجزائريين.

## الوفاة
تُوفي رضا حمياني يوم السبت 27 مارس 2021 بالعاصمة الفرنسية باريس بعد صراع مع المرض عن عمر يناهز 77 عاما.